# أحمدو أهيجو
أحمدو باباتورا أهيدجو (24 أغسطس 1924 - 30 نوفمبر 1989)، أول رئيس لجمهورية الكاميرون، تولى المنصب في الفترة ما بين 1960م حتى 1982م.
من إنجازاته توحيد الكاميرون البريطانية مع الكاميرون الفرنسية في 1982، وبعدما نجح في خلق أمة مستقرة ومزدهرة نسبيا من خلال سلطته الفريدة من نوعها، استقال أهيدجو ظاهريًا من رئاسة الكاميرون لأسباب صحية في 4 نوفمبر 1982 (هناك العديد من النظريات التي تحيط باستقالته، يعتقد عمومًا أن طبيبه الفرنسي خدعه حول حالته الصحية)، وخلفه رئيس الوزراء بول بيا بعد ذلك بيومين. ثم تنحى بعدها كلياً لصالح بول بيا.
بعد محاولة انقلاب فاشلة ضد بول بيا، خرج إلى المنفى حيث قضى بقية عمره وتوفي في داكار بالسنغال في 30 نوفمبر 1989 ودفن فيها.

## روابط خارجية
- أحمدو أهيجو على موقع الموسوعة البريطانية (الإنجليزية)
- أحمدو أهيجو على موقع مونزينجر (الألمانية)